# Zarzuela del Monte
Zarzuela del Monte település Spanyolországban, Segovia tartományban. Zarzuela del Monte Segovia, Valdeprados, Vegas de Matute, Navas de San Antonio, Ituero y Lama, Monterrubio és Lastras del Pozo községekkel határos. Lakosainak száma 498 fő (2024).

## Népesség
A település népessége az elmúlt években az alábbi módon változott:
| Lakosok száma | 542  | 524  | 578  | 613  | 583  | 553  | 506  | 479  | 499  | 498  |
|               | 2001 | 2004 | 2007 | 2009 | 2012 | 2014 | 2017 | 2019 | 2022 | 2024 |